# بایگانی مطبوعات قرن بیستم

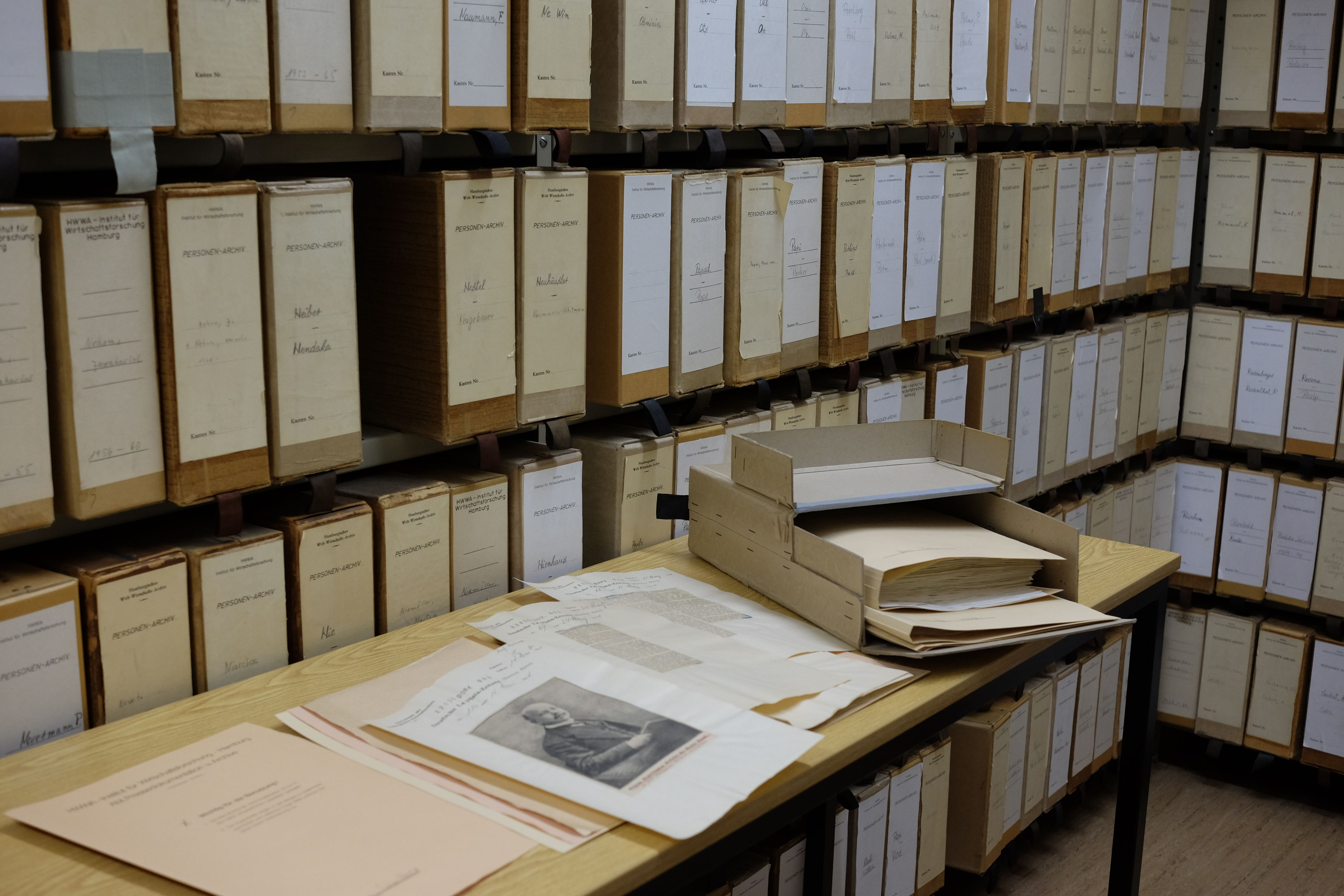
بایگانی‌های مطبوعات (پوشه‌های بایگانی افراد، ۲۰۱۵)

بایگانی مطبوعات قرن بیستم (آلمانی: Pressearchiv 20. Jahrhundert; انگلیسی: 20th Century Press Archives) در بر دارندهٔ حدود ۱۹ میلیون بریدهٔ روزنامه است که در پوشه‌هایی با موضوع افراد، شرکت‌ها، کالاها، رویدادها و سرفصل‌ها مرتب شده‌اند.
خاستگاه این بایگانی در مؤسسه مستعمراتی است که در سال ۱۹۰۸ تأسیس شد. این مجموعه در داخل مؤسسه اقتصاد ملی هامبورگ به یک بایگانی عمومی مطبوعات منحصربه‌فرد تبدیل شد. در سال ۲۰۰۷ این بایگانی جذب کتابخانه ملی علوم اقتصاد آلمان شد و سپس با ویرتشاف‌آرکیو (بایگانی اقتصاد) مؤسسه کیل اقتصاد جهانی، که در ۱۹۱۴ تأسیس شده‌بود، ادغام شد. جمع‌آوری مقالات در این بایگانی در پایان سال ۲۰۰۵ متوقف شد، اما دسترسی عموم به این بایگانی همچنان آزاد است.